# Harald Jüngst
Harald Jüngst (* 1964 in Siegen) ist ein deutscher Chorleiter und Musikpädagoge.

## Leben
Jüngst studierte an der Hochschule für Musik und Tanz Köln und an der Universität Köln Kirchenmusik, Schulmusik, Theologie und Pädagogik. Er legte das A-Examen für Kirchenmusik, das Konzertexamen für Orgel sowie das Staatsexamen für das höhere Lehramt ab. 1994 wurde er vom Fachverband Deutscher Berufschorleiter zum Musikdirektor ernannt. Seit 1998 leitete er den Kirchenchor in Meggen. 1999 erfolgte die Berufung in den Musikausschuss des Sängerbundes NRW. Seit 2008 ist er im Vorstand des Fachverbandes Deutscher Berufschorleiter tätig. Seit 2010 leitet er den Ruhrkohle-Chor. Neben einer Lehrtätigkeit an einem Privatgymnasium ist er Dozent für Orgel an der Universität Siegen. Zusammen mit dem Ruhrkohle-Chor hat er verschiedene Tondokumente aufgenommen. 2023 sang der Ruhrkohle-Chor beim 32. Großen Zechenfest das Steigerlied zur Feier der Aufnahme in das Bundesweite Verzeichnis des immateriellen Kulturerbes. Harald Jüngst lebt in Olpe.